# Valle de Guadalupe (Michoacán)
Valle de Guadalupe es una localidad del estado de Michoacán, en el occidente de México. Se encuentra cerca de la ciudad de Zamora de Hidalgo y pertenece al Municipio de Tangancícuaro. Es conocida por sus habitantes simplemente como El Valle. Anteriormente, se la conocía como el Pueblo de los Amarillos, debido al color amarillo utilizado en los contenedores de agua.
El Valle de Guadalupe tiene una población aproximada de 3000 habitantes. Debido a su alta migración a Estados Unidos el pueblo sufre cierto abandono porque el 70 % de la población sólo permanece en la localidad entre diciembre y enero, para la Navidad, Año Nuevo y las fiestas patronales. El Valle de Guadalupe está a unos 10 kilómetros al noreste de Los Nogales, entre Tangancicuaro y Chilchota. 

## Historia
A diferencia de su vecino Etúcuaro, unos dos kilómetros al sur y de origen indígena, Valle de Guadalupe fue fundado por los españoles antes de 1600. Según versiones orales, el nombre original de esta comunidad fue Rinconada de Tlazazalca, debido a que su fundador, Francisco Infante de Zamaniego, llegó al territorio de Tlazazalca a disfrutar de una merced concedida por el Virrey a condición de que fundara una población. Si bien no existen documentos que avalen esas versiones orales, se sabe que con Francisco Infante de Zamaniego llegaron otras familias de origen español y posteriormente se agregaron algunos vecinos de otros poblados. 
El pueblo fue oficialmente establecido en 1895 con el nombre de El Valle. El 14 de diciembre de 1895 quedó establecida como la fecha en la que un grupo de habitantes se reunió y fundó el pueblo oficialmente. Durante los primeros años, solamente existían algunos caminos que lo atravesaban.
En 1902, se reunieron los hermanos Francisco e Irineo Escobar Mendoza y el ingeniero Bartolomé Valdez para crear los primeros planos de las calles del pueblo. En 1903, la primera calle fue nombrada calle Nacional. Aún existe bajo ese mismo nombre y sigue siendo la calle principal. Durante los años de la revolución Cristera, se adoptó el nombre de Valle de Guadalupe. 

## Geografía
- Latitud: 19° 54' N;
- longitud: 102° 07' O.

## El clima
Presenta un clima templado y agradable durante el día la mayor parte del año. Sin embargo, durante los meses de invierno llaman la atención las bajas de temperatura pronunciadas durante la noche y madrugada, que alcanzan niveles por debajo de los cero grados centígrados, mientras que durante el resto del día el clima es cálido.

## Problemas sociales
Mucha gente de este pueblo no tiene suficiente dinero y por falta de trabajo deciden emigrar a Estados Unidos. Un 75% de las personas en estas condiciones son los padres, ya que son la cabeza de la familia y tienen responsabilidad. Según los estudios un 46% de la gente que se va prefiere la ciudad de Chicago, Illinois y el otro 54% prefiere California.

## Fiestas del pueblo
Cada enero se celebra la fiesta patronal del Valle de Guadalupe, cuya patrona es la Virgen de Guadalupe. Las festividades inician nueve días antes del segundo sábado de enero, que culminan con la gran fiesta que entre otras cosas se ameniza con bandas musicales durante todo el día. Además, hay juegos en el campo de fútbol, juegan la selección que viene de los Estados Unidos y el equipo del Valle. La gastronomía de la fiesta es muy variada y culmina a la medianoche con la quema de fuegos artificiales, castillo y toritos. Durante los nueve días previos al día de la fiesta, la Virgen de Guadalupe es hospedada por una familia distinta  cada año. Durante esos días, la familia anfitriona recibe a todas las familias que acuden a los eventos religiosos. Para que una familia pueda tener la gracia de recibir la Virgen en su hogar debe solicitarlo y podrán pasar hasta más de 10 años hasta que la reciba, debido a la gran cantidad de solicitudes. 
Cada 4 de julio (día de la independencia de Estados Unidos) la gente del Valle realiza partidos amistosos de fútbol, representando ellos mismos a los equipos estadounidenses.
Por ejemplo:
- Sacramento vs. Chicago
- Chicago vs. Livermore

Cada año se realizan las celebraciones de la Independencia. Se escoge a una joven para ser la Reina de las Fiestas Patrias y se llevan a cabo desfiles que comienzan y terminan en la plaza principal del pueblo.